# Valica
Valica is een plaats in de gemeente Umag in de Kroatische provincie Istrië. De plaats telt 213 inwoners (2001).